# Boeing YAL-1
Boeing YAL-1 byl americký technologický demonstrátor vyvinutý na základě nákladního letounu Boeing Boeing 747-400F ke zkouškám využití leteckého laseru v rámci protiraketové obrany. Označen byl též Airborne Laser Testbed, dříve Airborne Laser. V roce 2004 byl letoun americkým ministerstvem obrany označen jako YAL-1A. Roku 2011 byl program zrušen.

## Historie

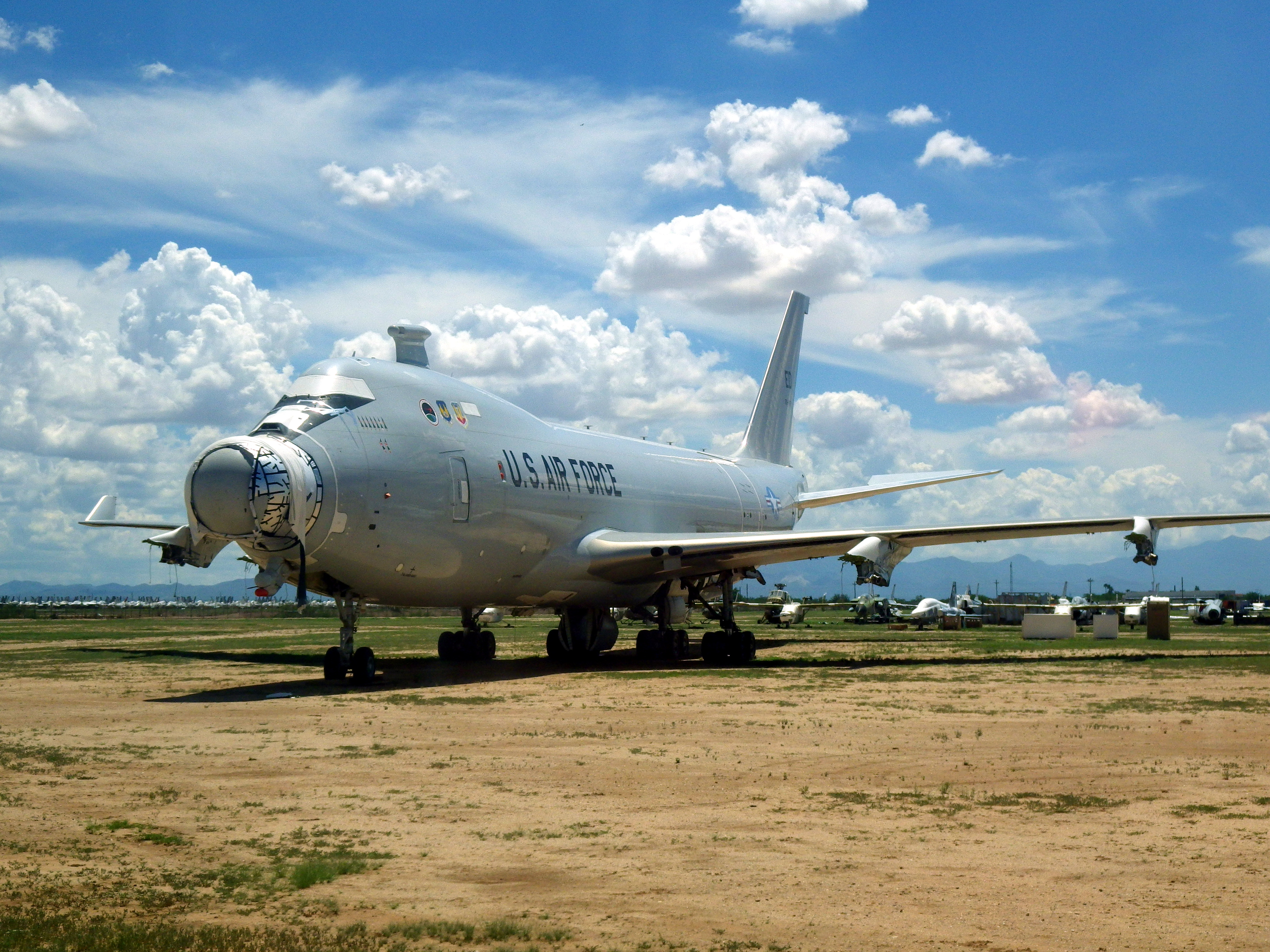
YAL-1A s demontovanými motory v roce 2014

Zahájení prací na programu Airborne Laser americké letectvo iniciovalo roku 1996. Roku 2001 se program přesunul pod Agenturu raketové obrany (Missile Defense Agency, MDA). Společnost Boeing Defense, Space & Security měla na starost řízení programu a dodala letoun k přestavbě, Northrop Grumman byl dodavatelem laseru a Lockheed Martin měl na starost příďovou věžičku a systém řízení palby.
YAL-1A (sériové číslo 00-0001) vznikl přestavbou nákladního letounu Boeing 747-4G4F, přestavěného nákladního Boeingu 747-400F (sériové číslo 30201), dříve provozovaného společností Japan Airlines (registrace JA402J). Vybaven byl chemicky čerpaným jodovým laserem (COIL, Chemical Oxygen-Iodine Laser), sloužícím ke zkouškám využitelnosti systému při likvidaci nepřátelských taktických balistických raket. Laserová zaměřovací věžička se nacházela v přídi letounu.
V roce 2007 byl proti vzdušnému cíli zkušebně využit nízkovýkonný laser. Dne 3. února 2010 YAL-1A zničil dvoustupňovou sondážní raketu Terrier Black Brant při startu z ostrova San Nicolas u pobřeží jižní Kalifornie.
Roku 2010 bylo sníženo financování programu a roku 2011 byl zcela zrušen. Dne 14. února 2012 YAL-1 uskutečnil svůj poslední let na Davisovu–Monthanovu leteckou základnu v Arizoně, kde byl odstaven na hřbitově letadel. Roku 2014 z něj byly odstraněny použitelné části.